# پرئوبراژنکا (باشقیرستان)
پرئوبراژنکا (انگلیسی: Preobrazhenka, Republic of Bashkortostan) یک شهرک در شهرستان ایگلینسکی استان باشقیرستان کشور روسیه است.